# Mississippian Copper Plates

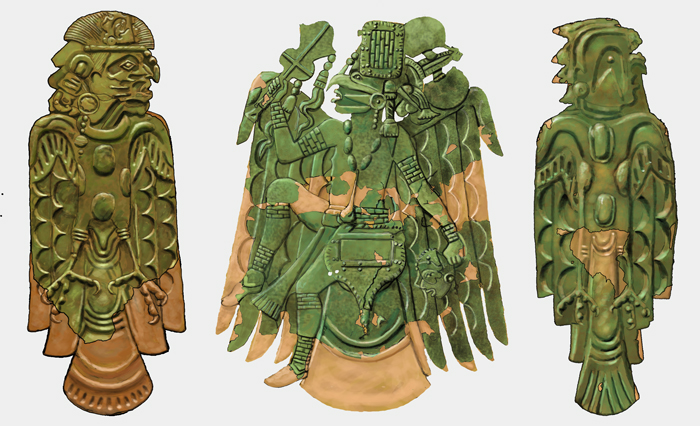
Platten aus Malden, Etowah Indian Mounds und Spiro Mounds.

Mississippian Copper Plates sind getriebene (repoussierte) Platten oder Plaketten aus geschlagenem Kupfer, die zwischen 800 und 1600 n.C. von Menschen aus verschiedenen regionalen Gruppierungen der Mississippi-Kultur hergestellt worden sind. Sie wurden als Artefakte in archäologischen Stätten im amerikanischen Mittleren Westen und Südosten gefunden. Die Platten wurden in einem Gebiet gefunden, welches sich über Florida, Georgia, Illinois, Mississippi, Oklahoma, Tennessee und Wisconsin erstreckt. Sie führten zur Entwicklung des archäologischen Konzepts des „Southeastern Ceremonial Complex“ (S.E.C.C). Einige der bekannteren Exemplare sind Repräsentationen von Raubvögeln und tanzenden Kriegern in Raubvogelkostümen.

## Kupfergewinnung in den Östlichen Woodlands

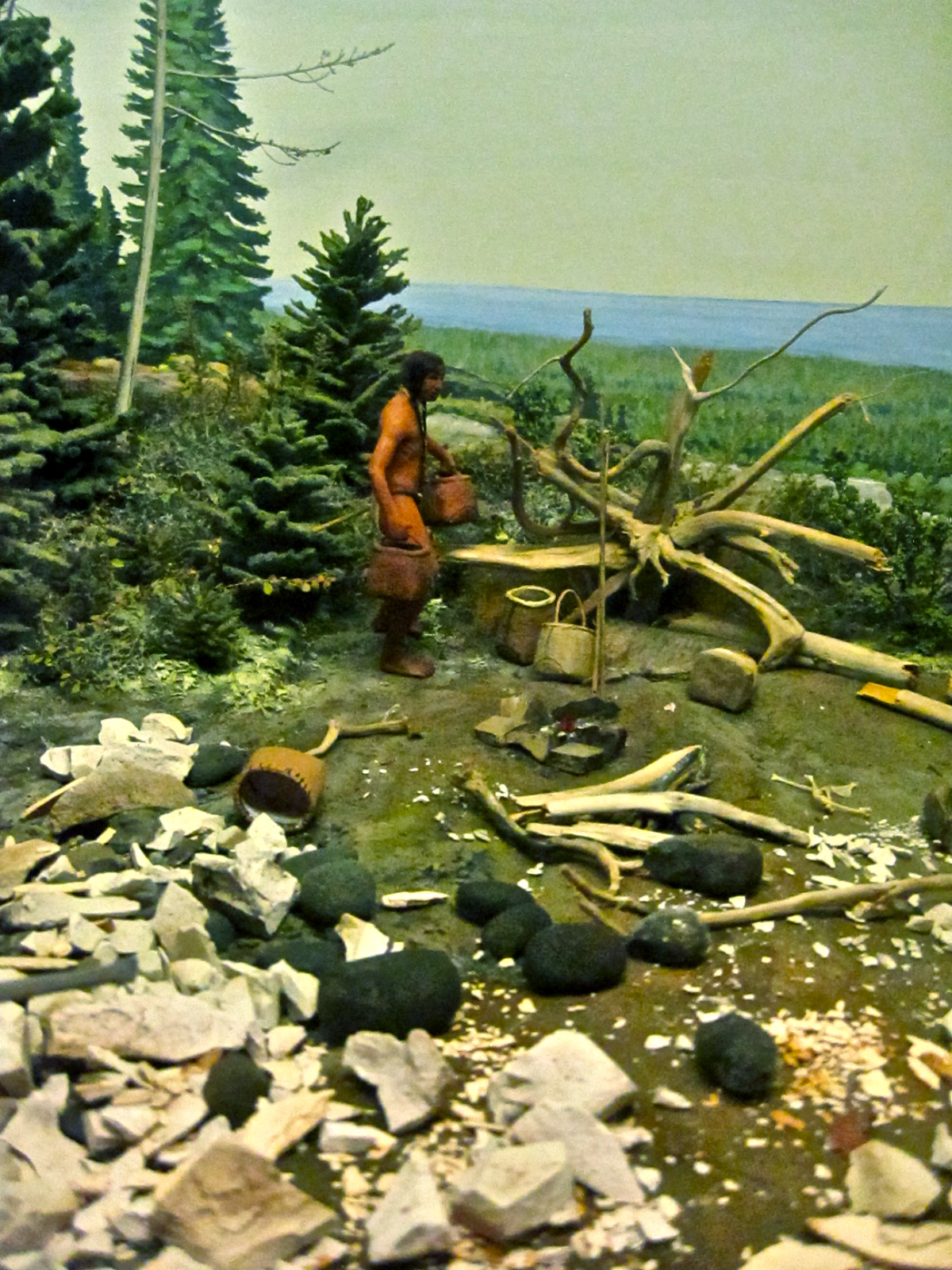
Diorama von Anishinaabe bei der Kupfergewinnung am Lake Superior.

Kupferhandelsrouten durch die Eastern Woodlands entstanden während der Archaischen Periode (3000–1000 v.C.) und wurden bis in historische Zeit genutzt. Kupfer wurde gewöhnlich aus der Region der Großen Seen eingeführt; weitere Kupferlagerstätten wurden beispielsweise in den Appalachen in der Nähe der Etowah Site in Alabama gefunden.
Über Generationen hinweg suchten die indigenen Völker Nordamerikas nach Kupferquellen und gaben die Fähigkeit zur Verarbeitung und Aufbereitung von Kupfer als besonderes Material zur Verwendung in Elitegütern an ihre Nachkommen weiter. Eliten in wichtigen politischen und religiösen Zentren während der Mississippi-Zeit nutzten Kupferornamente als Zeichen ihres Status, indem sie das heilige Material zu Darstellungen verarbeiteten, die mit dem Hauptkriegerkult des Southeastern Ceremonial Complex verbunden waren. Diese Eliten nutzten ein Handelsnetzwerk, das sich über den größten Teil Nordamerikas erstreckte, um Handelsgüter aus der Ferne zu erwerben und mit ihren eigenen, lokal hergestellten Elitegütern und -materialien zu tauschen.
Nach dem Zusammenbruch der Mississippi-Kultur im 15. Jahrhundert mit dem Aufkommen der europäischen Kolonisierung, behielt Kupfer als besonderes Material immer noch seinen Platz im religiösen Leben der amerikanischen Ureinwohner. Kupfer wurde traditionell von vielen östlichen Stämmen der historischen Epoche als heilig angesehen. Kupfernuggets sind in den Medizinbündeln der Stämme der Großen Seen enthalten. Unter den Muscogee (Creek) aus dem 19. Jahrhundert gelten einige Kupferplatten, die entlang des Trail of Tears getragen wurden, als die heiligsten Gegenstände des Stammes.

## Herstellung

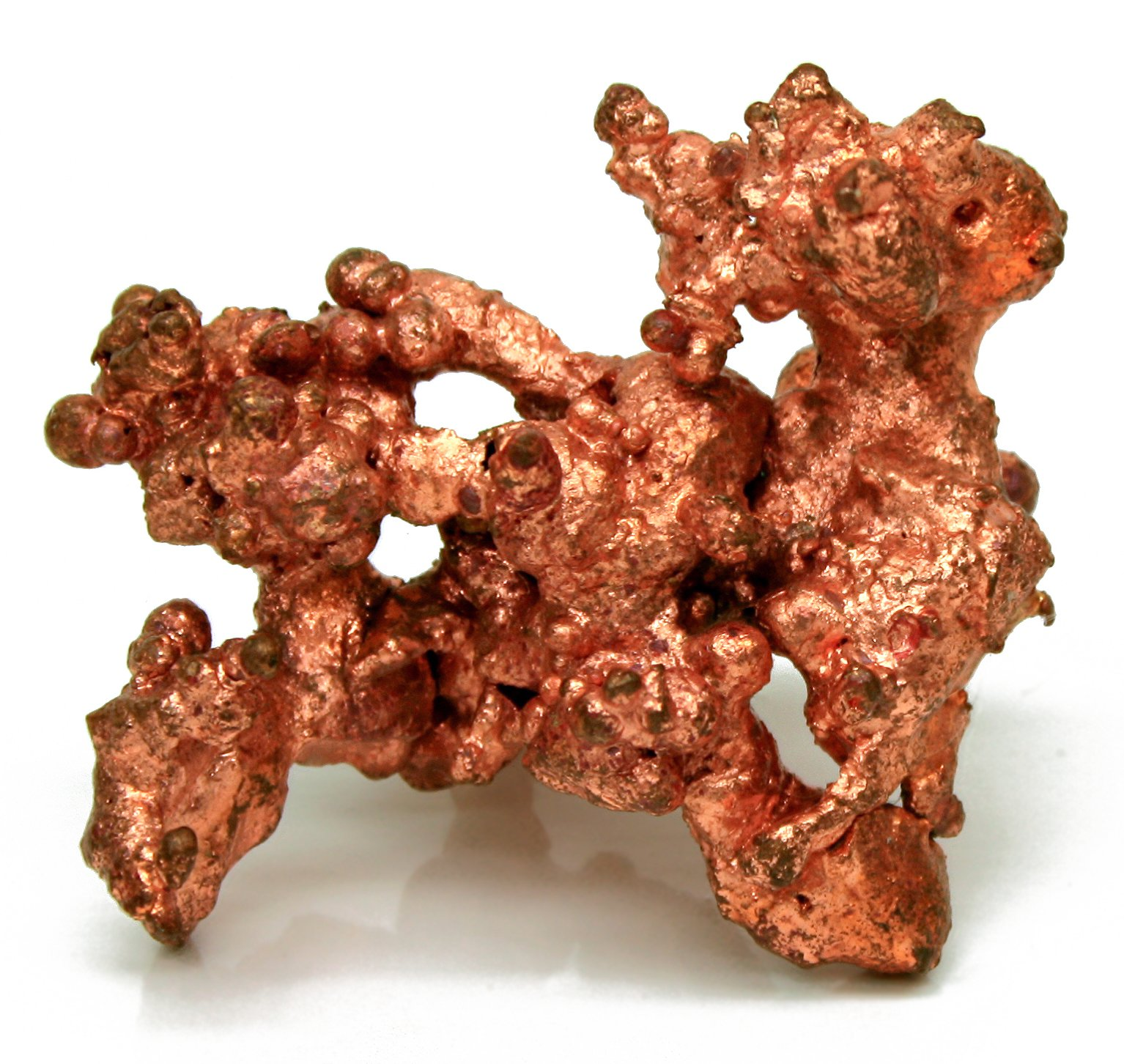
Unworked copper nugget

Es wird angenommen, dass das einheimische Kupfer sowie die Technik seiner Kaltbearbeitung aus dem Gebiet der Großen Seen, Hunderte von Kilometern nördlich des Cahokia-Gebietes und der meisten anderen Kulturstätten in Mississippi, stammen, obwohl die Kupferwerkstätten in der Nähe von Mound 34 entdeckt wurden. In Cahokia befinden sich bisher die einzigen Kupferwerkstätten, die in einer archäologischen Stätte der Mississippi-Kultur gefunden wurden. Forscher der Robert R. McCormick School of Engineering and Applied Science der Northwestern University verwendeten ein Elektronenmikroskop, um Stücke der flachen Kupferbleche zu analysieren, die bei Ausgrabungen am Standort des Mound 34 in Cahokia gefunden wurden. Die Forscher fanden heraus, dass das Metall wiederholt erhitzt und abgekühlt wurde und, während es durch die Hitze erweicht wurde, gehämmert wurde, ein Vorgang, der als Glühen bekannt ist und der Art und Weise ähnelt, wie Schmiede Eisen bearbeiten. Sie konnten auch feststellen, dass die cahokischen Kupferschmiede das Kupfer in einem Holzfeuer erhitzt hatten, um ausreichend Wärme für diesen Prozess zu erzeugen. Dieser Prozess des Erhitzens und Hämmerns wurde immer wieder wiederholt, bis ein Blech mit der gewünschten Dicke entstand und ausreichte, um das Kupfer zu sehr dünnen Blechen weiterzuverarbeiten. Forscher haben auch verschiedene Techniken erprobt, um die Herstellung größerer Teile nachzuahmen. Sie stellten fest, dass die größeren Teile nicht zusammenlaminiert, sondern höchstwahrscheinlich mit kleinen Kupferknöpfen zusammengenietet waren. Die Forscher konnten außerdem feststellen, dass die Handwerker das Kupfer in die gewünschten Formen portionierten, indem sie das Blech hin und her bogen, bis es an der gewünschten Stelle brach.

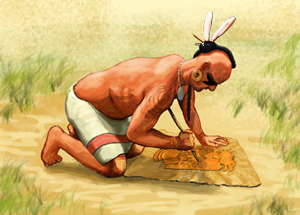
Bearbeitung der vorbereiteten Kupferplatte.

Nachdem die flachen Kupferbleche hergestellt waren, wurden Muster wahrscheinlich mit Stein-, Knochen- oder Holzwerkzeugen in die Oberflächen geprägt. Frank Hamilton Cushing, ein zu Beginn des 20. Jahrhunderts tätiger Anthropologe, entwickelte eine Methode zum Glätten und Prägen der Platten. Er hämmerte rohe Kupfernuggets glatt und beseitigte Unvollkommenheiten, indem er die Oberfläche mit einem Stück Sandstein polierte. Anschließend konnte er die Vogelmotive nachbilden, indem er das Kupferblech auf eine Rohlederunterlage legte und mit einem Stück spitzem Hirschgeweih in die Oberfläche drückte und mit seinem Körpergewicht drückte. Dadurch entstand eine scharfe, dünne Linie, die beim Umdrehen der Platte den geprägten Linien der Artefakte der Ureinwohner ähnelte. Es wird angenommen, dass dieser Prozess im Prinzip den von den Kupferschmieden in Mississippi verwendeten Methoden ähnelt.

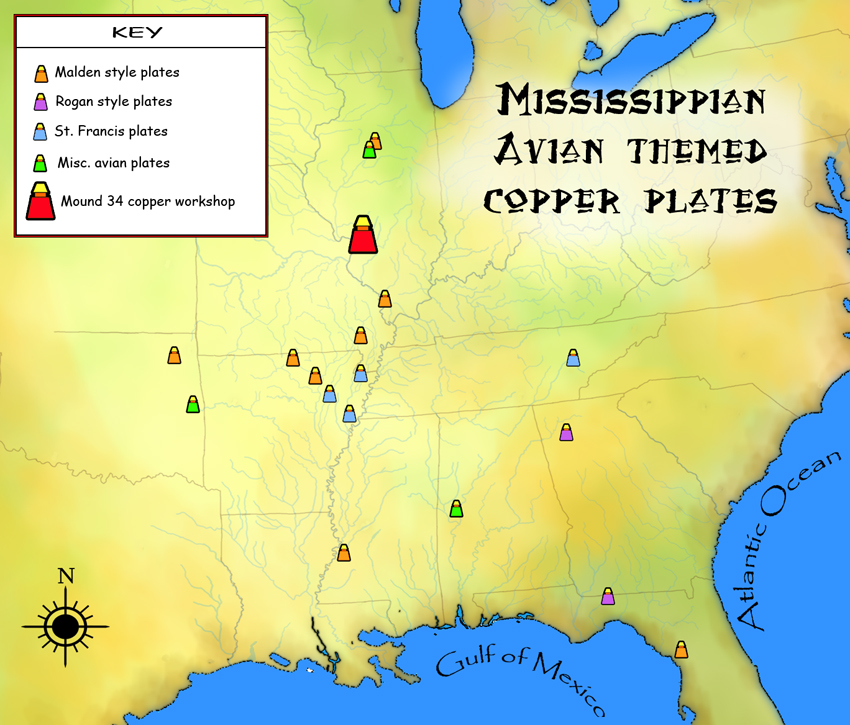
Vertbreitung der Kupferplatten mit den Vogelmotiven.

## Ikonographie

### Vogel-Themen
Vogel-Themen-Platten (Avian themed plates) sollen vermutlich Aspekte des Vogelmanns darstellen, einer wichtigen Figur in der Ikonographie der Mississippi-Kultur, welche eng mit Kriegsführung, rituellen Tänzen und dem Chunkey-Spiel verbunden ist. Zahlreiche Beispiele ähnlicher Teller mit Vogelmotiven wurden an Orten im gesamten Mittleren Westen und Südosten gefunden, vom großen Cache in Malden in der Nähe der Bootheel-Region im Dunklin County, Missouri, bis hin zu anderen aus Mangum in Mississippi, Spiro in Oklahoma, Etowah in Georgia, Lake Jackson Mounds in Florida und anderen Standorten in Missouri, Illinois und Alabama.

#### Cahokia und der Birdman

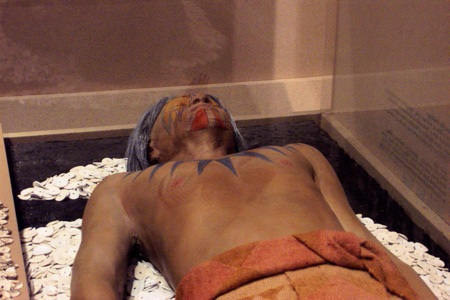
Birdman burial from Cahokia

Jahrelange Untersuchung durch Archäologen, Ethnologen und Historiker von Artefakten aus verschiedenen Materialien, die an vielen Orten im Mittleren Westen und Südosten der Vereinigten Staaten gefunden wurden, hat viele Forscher zu dem Schluss geführt, dass die mit den Vogelbildern verbundene Kosmologie ihren Ursprung in Cahokia hat (der größten Stätte der Mississippi-Kultur, im Westen von Illinois in der Nähe von St. Louis, Missouri). Sie entstand wohl zwischen 1100 und 1300 n.C. Diese Kosmologie wurde als „Braden-Stil“ bezeichnet und war prägend für Keramik, Muschelstücke, Statuetten und Kupferartefakte, die alle die Merkmale und Elemente desselben anspruchsvollen Stils tragen. Diese Stücke wurden in andere Zentren exportiert, wo sie von regionalen Handwerkern nachgeahmt wurden und zur Grundlage lokaler Stile wurden, wie dem „Craig-Stil“ von Spiro Mounds, dem „Hightower-Stil“ von Etowah Mounds und dem „Hemphill-Stil“ von Moundville.
Vogelbilder nahmen einen zentralen Platz in der Ikonographie von Cahokia ein. Zu den Beispielen gehören eine eingeschnittene Sandsteintafel mit einem Vogelmenschen, die auf dem Monks Mound ausgegraben wurde, und eine aufwändige Bestattung einer Elitepersönlichkeit in Mound 72 mit Tausenden von Muschelperlen, die in Form eines Vogels angeordnet waren.
Obwohl in Cahokia bis auf einige kleine Fragmente keine Kupferplatten gefunden wurden, handelt es sich bislang um die einzige Werkstätte in Mississippi, in welcher Archäologen eine Kupferbearbeitung nachweisen konnten. Ausgrabungen der Kupferwerkstätten in Mound 34 (einem kleinen Hügel am Ramey Plaza östlich von Monks Mound) deuten darauf hin, dass dort Kupfer verarbeitet wurde. In der Gegend befinden sich die Überreste von drei Baumstümpfen, die vermutlich zur Aufnahme von Ambosssteinen zum Ausschlagen der abgeflachten Kupferbleche dienten. An der Stätte wurde leider nur ein einziges Kupferartefakt gefunden. Bei Oberflächensammlungen in Cahokia wurde ein mit Kupfer überzogener Kolben mit einer Größe von 6,3 cm (2,5 Zoll) mal 2,5 cm (0,98 Zoll) gefunden, der vermutlich Teil eines Kopfschmucks war. An nahegelegenen Orten wurden mehrere weitere Kupferornamente gefunden.

### Weitere Motive

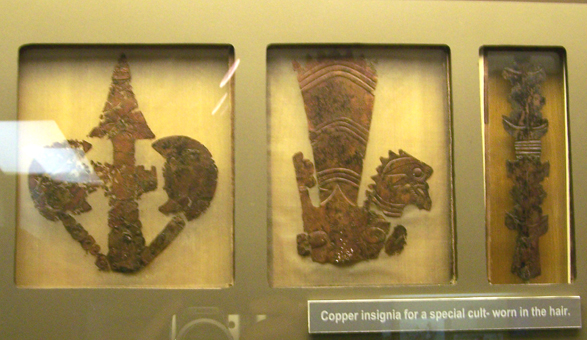
Zwei-lappige Pfeil-Platten aus Etowah.

Viele hundert der gefundenen Platten haben kein spezielles Vogelmotiv und sind in verschiedenen anderen Formen gestaltet. Dazu gehören geprägte geometrische Muster, Motive mit weinenden Augen, Kopfbedeckungen mit zweilappigen Pfeilmotiven, Kopfschmuck und schlichte Kupferplatten. Die einzigartige „Upper Bluff Lake Dancing Birdmen“-Platte wurde in derselben Begräbnisstätte in Union County, Illinois, gefunden, wie eine Malden Style Avian Plate. Mehrere Beispiele zweilappiger Pfeilkopfbedeckungen wurden bei der Etowah Site und der Moundville Site gefunden. Bei der Spiro Site wurden verschiedene Platten mit Nicht-Vogelmotiven gefunden. Zu diesen Funden gehören Kupferfedern und flammenähnliche Formen, von denen angenommen wird, dass sie Teil von Kopfbedeckungen waren, ein menschlicher Kopfausschnitt mit ähnlichen „Federn“, 13 Zoll-große (33 cm), quadratische Platten mit Forked Eye-Motiven (gespaltenen Auge) und konzentrischen Kreismustern, sowie mehrere mit Kupfer überzogene Holzplaketten ebenfalls mit Forked-Eye-Motiven und Kreisen.

## Bekannte Fundorte

### Arkansas Plates

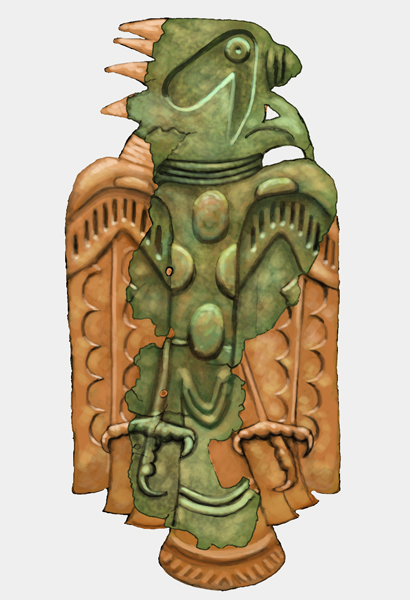
Toul Creek Plate aus Nord-Arkansas.

An verschiedenen Orten im Osten von Arkansas wurden Platten gefunden. Mindestens drei der Exemplare aus Arkansas (Rose Mound, Scott Place und Clay Hill) und zwei weitere (32,6 cm – 12,8 in), welche im Jahr 1975 in einer Grabstätte der Dallas-Phase bei der Henry Farm Site (40 LO 53) in Loudon County, Tennessee, gefunden wurde, sowie ein von Archäologen nicht untersuchtes Exemplar, von dem angenommen wird, dass es entweder von den Standorten Neeley’s Ferry (3 CS 24) oder Rose Mound in Cross County stammt, weisen stilistische Ähnlichkeiten auf, die darauf hindeuten, dass sie möglicherweise alle vom selben Künstler angefertigt wurden. Vier der fünf wurden im Tal des St. Francis River in Arkansas gefunden. Forscher gehen davon aus, dass die fünf Platten ein zusammengesetztes Lebewesen darstellen könnten, das teils Schlange und teils Falke ist, da die Form der Schwanzfedern der Rassel einer Klapperschlange ähnelt, oder dass das Design einen Falken darstellen könnte, der gerade dabei ist, eine Schlange zu verschlucken.
Eine Kupferplatte, die bei Clay Hill (3 LE 11) in Lee County, Arkansas, gefunden wurde, hat das gleiche Design im Brustbereich, die gleiche lange, schmale Form und die markanten Schwanzfedern wie die Exemplare von Scott Site und Rose Mound. Obwohl fragmentiert, ist es etwa 36 cm lang. Es befand sich 1978 nachweislich in einer Privatsammlung, wurde aber seitdem nicht mehr gesichtet. Die Platte wurde in einer Grabstätte der Armorel-Phase gefunden, in der sich auch eine Clarksdale-Glocke (Clarksdale bell) befand, ein Gegenstand europäischer Herstellung, der ein Erkennungszeichen der Hernando-de-Soto-Expedition 1541 durch den Südosten ist. Das lässt jedoch keine Datierung der Platte zu, da solche Gegenstände oft über lange Zeiträume, sogar über viele Generationen hinweg, als Erbstücke aufbewahrt wurden, bevor sie schließlich zu Grabbeigaben wurden.
1910 fand Clarence Bloomfield Moore eine stilisierte Falken- oder Adler-Platte bei Ausgrabungen von Gräbern der Rose Mound Site (3 CS 27) in Cross County, Arkansas. Die Platte hat eine Länge von 41,3 cm (16.25 in) und ist bemerkenswert gut erhalten; nur eine Flügelspitze fehlt. Die Platte ist nicht geprägt, sondern nur ein in Form geschnittenes flaches Kupferblech.
In den 1970er Jahren wurde ein 28 cm (11 in) langer Kupfervogel von Plünderern bei der Scott Site (3 MS 24) gefunden. Die Stätte ist auch bekannt als Big Lake Bridge im Mississippi County, Arkansas. Das Exemplar befand sich im Kopfbereich eines Erwachsenengrabes und war möglicherweise über den Scheitel des Kopfes gebogen. Zusätzlich wurden acht schlichte Tongefäße als Grabbeigaben gefunden.
Bei der Magness Site (3 IN 8) in Independence County, Arkansas, wurde zusammen mit mehreren gravierten Muschelbechern (shell cups) eine weitere Kupferplatte gefunden, die möglicherweise zu diesem Motivkomplex gehört. Die Platte hat den typischen Kopfteil mit dem Forked Eye, der Ohrmuschel und dem aufwändigen Kopfschmuck und der Frisur, die von anderen Exemplaren bekannt sind. Da der untere Teil der Platte fehlt, ist es unmöglich zu sagen, ob es sich bei der Figur um eine Tänzerin oder um einen Vogel mit Menschenkopf wie auf der Wulfing-A-Platte handelt.
Bauern entdeckten bei Toul Creek im Baxter County, Arkansas, einen 20 cm (8 in)-großen Teller mit Vogelmotiv, der den Kupferplatten der Wulfing Plates sehr ähnlich ist. Die Platte befand sich im Brustbereich eines großen Erwachsenen, der auch die beiden Ohrspulen (ear spools) aus Kalkstein trug. Zu den weiteren Grabbeigaben, die bei der Bestattung gefunden wurden, gehörten ein Muschellöffel und ein 15 cm (6 in) langes Hornsteinmesser. Der Verbleib ist unbekannt.

### Etowah und Rogan Plates

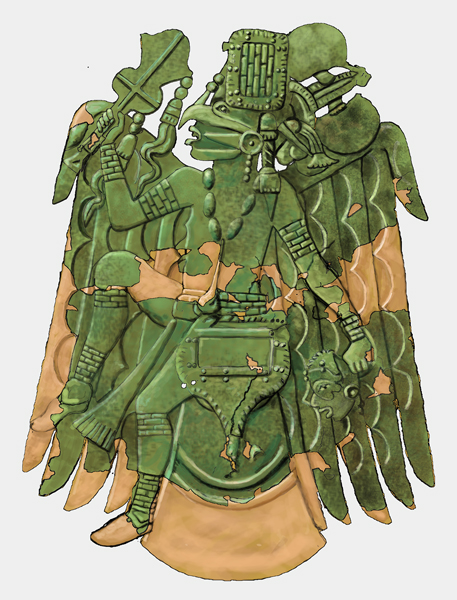
Rogan plate, A91117

Die Rogan Plates wurden in den 1880ern von John P. Rogan in einem Steinkisten-Grab (stone box grave) im Mound C bei der Etowah Site gefunden. Weitere ähnliche Platten wurden bei den Lake Jackson Mounds gefunden und man vermutet, dass die Lake Jackson Plates von Etowah stammen. Die Designs der Platten gehören zum klassischen Braden Style aus dem Gebiet von Cahokia und man vermutet, dass einige davon tatsächlich in Cahokia hergestellt wurden und von dort in den Südosten gelangten. Die zwei Rogan Plates waren als Paar vergraben worden und vergleichbar miteinander. Die erste ist ca. 51 cm (20 in) groß und die zweite 41 cm (16 in). Löcher in den Platten deuten darauf hin, dass sie aufgehängt waren. Weitere Platten wurden von Warren K. Moorehead bei der Etowah Site in Ausgrabungen während der Mitte der 1920er entdeckt. Die anderen Platten sind in einem leicht unterschiedlichen Stil ausgeführt und deuten darauf hin, dass vor Ort eigene Kupferplatten in Anlehnung an den Braden Style hergestellt worden waren.
Diese Platten gaben zusammen mit Artefakten aus Spiro und der Moundville Archaeological Site den Ausschlag für die Entwicklung des archäologischen Konzepts des Southeastern Ceremonial Complex.

### Florida Plates

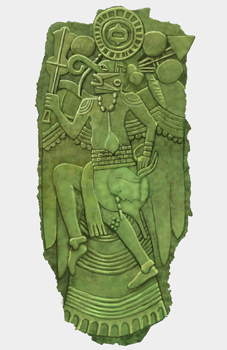
Kupferne Solar-Ogee-Gottheit-Platte (Copper Solar Ogee Deity plate), gefunden in Lake Jackson Mounds, Florida.

Auch wenn Florida eher abseits der Mississippian World liegt, wurden dort viele mit dem South Eastern Ceremonial Complex in Verbindung stehende Kupferkunstwerke entdeckt. Archäologen vermuten, dass dies auf den regen Handel mit Busycon-Muscheln zurückzuführen ist, da die Muscheln ein wichtiger Ritualgegenstand und hochrangiges Handelsgut für die Eliten von Mississippi darstellen. Es wurde sogar vermutet, dass die Begründer der Fort Walton-Kultur bei den Lake Jackson Mounds nach Osten zogen und die Siedlung um etwa 1100 n. Chr. gründeten, um sich strategisch in diesem Handelsnetzwerk zu positionieren. Der Handel mit Kupferstücken am Lake Jackson scheint fast ausschließlich mit der Etowah-Community im Norden im Zentralen Georgia stattgefunden zu haben. Bei der Ausgrabung von Hügel 3 an der Stätte wurden vierzehn Kupferplatten gefunden, die irgendwann zwischen 1300 und 1500 n.C. im Grabhügel deponiert wurden. Die sogenannte „Copper Solar Ogee Deity“, eine 21 in (53 cm) hohe Repoussé-Kupferplatte, zeigt das Profil einer tanzenden geflügelten Figur, die in der rechten Hand einen zeremoniellen Streitkolben und in der linken einen abgetrennten Kopf trägt. Die verlängerte, geschwungene Nase ähnelt einem Rüssel und damit einem anderen Motiv, der „long-nosed god maskette“ (langnasigen Gottmaskette). Der aufwändige Kopfschmuck der Figur umfasst ein zweilappiges Pfeilmotiv und oben auf der Platte ein Ogee-Motiv, das von einem Kammerkreis umgeben ist. Einige Kunsthistoriker argumentierten, dass diese Platte und eine der Rogan-Platten eine Frau oder „Vogelfrau“ darstellen könnten, weil die Brust der Figur etwas mehr hervorsteht als bei anderen Darstellungen, während andere argumentierten, dass die Platte ein Drittes Geschlecht darstellen könnte oder eine „Two-Spirit“-Tradition. Nach dem Niedergang der Etowah-Gemeinschaft um ca. 1375 ging der Handel für die Menschen von Lake Jackson weiter, nun jedoch mit Völkern aus dem nördlichen Georgia und östlichen Tennessee. Da die kunstvollen gefertigten Kupferplatten aus Etowah nicht mehr erhältlich waren, entwickelte sich ein lokaler Stil, der zum Beispiel in der „Elder Birdman“-Platte deutlich wird. Vermutlich geschah eine Verschmelzung des Birdman mit einer lokalen Sonnengottheit.
Weiter östlich und südlich in Florida lebten nicht-mississippische Kulturvölker, die am Fernhandel mit lokalen, begehrten Gegenständen wie den Busycon-Muscheln für Ringkragen und Yaupon-Stechpalme für den „Black Drink“ beteiligt waren. Der Mill Cove Complex ist eine Stätte der St. Johns-Kultur im Duval County, Florida, mit zwei Sand-Grabhügeln, einer Plattform und zugehörigen dörflichen Wohngebieten. Clarence Bloomfield Moore grub die Hügel im Jahr 1894 aus und fand zahlreiche Grabbeigaben aus Kupfer, darunter zwei kupferne Gottesmasken mit langer Nase und 11 Kupferplatten. Die eine im Shields Mound gefundene Platte war schlicht, aber mehrere der anderen zehn im Grant Mound gefundenen waren mit einer ovalen zentralen Wölbung verziert und von einer ovalen geprägten oder perlenbesetzten Linie umgeben. Sie maßen 10 cm (3,9 in) bis 15 cm (5,9 in) und 5 cm (2,0 in) bis 10 cm (3,9 in) und verfügen über perforierte Löcher zum Aufhängen. Archäologen vermuten, dass sie entweder für Halskragen oder als Kopfschmuck verwendet wurden. Die Analyse des Metalls in den Plaketten hat sie mit Standorten in der Region der Großen Seen, Wisconsin und den Appalachen in Verbindung gebracht.

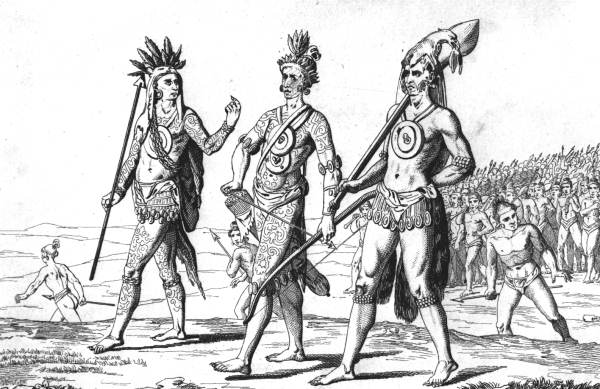
Timucua-Krieger tragen geprägte Metallkragen, ca. 1562.

Etwas weiter unten an der Atlantikküste befand sich der Mount Royal Mound (8 PU 35), ein seit 4000 v.C. zeitweise bewohnter Ort und während der historischen Periode eine Timucua-Siedlung. Der Bau des Hügels des Mount Royal begann etwa im Jahr 1050 n.C. In den Jahren 1893 und 1894 grub Clarence B. Moore den Hügel aus. Unter den Kupferornamenten, die er ausgegraben hatte, entdeckte Moore eine kupferne Brustplatte mit einem „gegabelten Augen- und Klingenbild“ (forked eye and blade image) und eine weitere Platte mit konzentrischen Kreisen und Linien. Die erste Platte war fast 11 in (28 cm) im Quadrat und die zweite Platte maß 10,5 in (27 cm) im Quadrat.
Die Old Okahumpka Site (8 LA 57) liegt in Zentralflorida und ist ein inzwischen zerstörter Grabhügel im Lake County, Florida, in der Nähe der modernen Stadt Okahumpka. Die Stätte wurde in den 1890er Jahren von Clarence B. Moore ausgegraben. Bei seiner Ausgrabung fand er eine Grabplatte mit einer Breite von 7,1 cm (2,8 in) und einer Länge von 15,2 cm (6,0 in), auf welcher der untere Teil einer tanzenden Figur abgebildet war, die eine Schärpe, einen Kilt, und Mokassins mit Stulpen trug und ein Messer hielt. Das Design ist fast identisch mit zwei bekannten Exemplaren aus Spiro und einem Standort in Jackson County, Alabama, obwohl es die einzige der drei ist, welche eine Figur zeigt, die ein Messer schwingt. Archäologen schätzen, dass die Platte irgendwann zwischen 1100 und 1300 n.C. im Hügel deponiert wurde. Die Platte ist heute Teil der Sammlung des National Museum of the American Indian.
Von einem unbekannten Ort an der Westküste Zentralfloridas stammt die Wilcox-Platte, eine Kupferplatte mit teilweisem Vogelmotiv, die im Mittelteil Details von gezackten Flügeln, Schwanzfedern und einem Greifbein und einer Klaue im Malden-Stil zeigt, die den Wulfing-Platten sehr ähnlich sind. Sie wurde in den 1880er Jahren irgendwo in der Nähe von Waldo, Florida, im Levy County entdeckt, wo es von Joseph Wilcox für die Academy of Natural Sciences of Philadelphia von einem örtlichen Arzt gekauft wurde. Seit Mitte der 1930er Jahre ist es Teil der Sammlung des University of Pennsylvania Museum of Archaeology and Anthropology.

### Illinois Plates

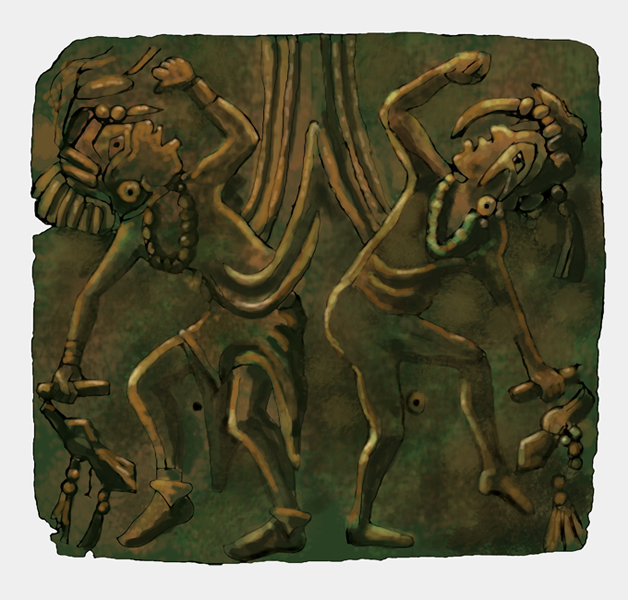
Upper Bluff Lake Dancing Birdmen Plate

Außerhalb von Cahokia, Illinois, wurden viele Kupfergegenstände der Mississippi-Kultur entdeckt, darunter Kupferstreitkolben, Ohrspulen, mehrere Vogelplatten, eine mit Kupfer überzogene Holzmaske (bekannt als Emmons-Maske) und Kopfschmuck-Stücke. Es wurden drei Kupferplatten gefunden, von denen eine aus derselben Werkstatt wie die Wulfing-Platten stammte und andere stilistische Ähnlichkeiten mit den Wulfing-, Spiro- und Etowah-Platten aufwiesen.
Die Edwards Falcon Plate ist eine 37,8 cm (14,9 in) mal 11,3 cm (4,4 in) große Kupferplatte mit Vogelmotiv, die an der Material Service Quarry Site in LaSalle County, Illinois, gefunden wurde. Bevor sie als Grabbeigabe deponiert wurde, wurde der Kopf in umgekehrter Position aufgenietet. Es ist eine von mehreren Platten, die in Illinois gefunden wurden und vermutlich von derselben Werkstatt wie die Malden-Platten hergestellt wurden
Der Peoria-Falke ist eine einzigartige Vogelplatte, die 1856 am Ufer von Peoria Lake gefunden wurde. Es ist eine 7 in (18 cm) mal 9 in (23 cm) große Kupferplatte mit einer naturalistischen Darstellung eines Wanderfalken. Es gehört zur Sammlung des National Museum of Natural History, ist aber als Dauerleihgabe im Lakeview Museum of Arts and Sciences in Peoria, wo es ausgestellt ist.
Bei den Upper Bluff Lake-Platten handelt es sich um zwei Platten, die in den 1880er Jahren bei der Saddle Site (11U284) im Union County, Illinois, im selben Steinkistengrab gefunden wurden. Eine der Platten hat ein Vogelmotiv und die andere ein einzigartiges Doppel-Vogelmann-Design, gehört aber immer noch zum Korpus des South Eastern Ceremonial Complex. Die Upper Bluff Lake Falcon-Platte ist eine 25,7 cm (10,1 in) mal 8,25 cm (3,25 in) große Platte im Wulfing-Stil mit Vogelmotiv. Sie hat einen größtenteils intakten Schwanz, den die Malden-Platten nicht haben, und hat Archäologen geholfen zu verstehen, wie die Schwänze der anderen Stücke wahrscheinlich ausgesehen haben. Die Dancing Figures Plate ist eine rechteckige Platte mit den Maßen 15,5 cm (6,1 in) × 16,5 cm (6,5 in), auf welcher zwei Vogelfiguren abgebildet sind, die zeremonielle, abgebrochene Feuersteinkeulen halten, möglicherweise tanzen und sich vor wohl vor einem flüssigen oder seilartigen Motiv schützen, das aus dem Gefäß oben in der Mitte der Platte herabfällt. Stilistisch gesehen wurde die Dancing Figures Plate mit dem klassischen Braden-Stil von Cahokia in Verbindung gebracht und weist stilistische Ähnlichkeiten mit Muschelobjekten im Craig-A-Stil auf, welche bei Spiro gefunden wurden. Beide Platten stammen aus der Zeit von 1100 bis 1300 n.C. Beide Upper Bluff Lake Plates befinden sich heute in der Sammlung des National Museum of Natural History.

### Malden Plates / Wulfing Cache

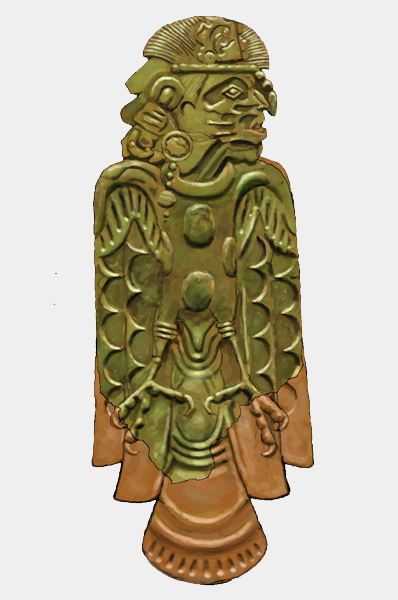
Menschenköpfige Malden Plate A.

Die Platten des Wulfing-Cache, benannt nach einem frühen Besitzer, wurden 1906 von einem Bauern namens Ray Groomes entdeckt, als er ein Feld südlich von Malden im Dunklin County, Missouri, pflügte. Die acht Platten, welche im Late Braden Stil ausgeführt worden sind, welcher mit Cahokia in Verbindung gebracht wird, werden auf das späte 13. oder frühe 14. Jahrhundert datiert. Die Wulfing-Platten zeigen Raubvögel und Vogel-Mensch-Hybriden, von menschlichen Köpfen über Raubvogelköpfe bis hin zu doppelköpfigen Raubvögeln auf stilisierten Vogelkörpern mit naturalistischen Vogelkrallen. Die Platten wurden auf einem Feld vergraben gefunden, von dem keine Mounds oder Dorfstandorte bekannt waren. Sie wurden vor dem Vergraben häufig genutzt, da auf jeder Platte Episoden von Reparaturarbeiten erkennbar sind, darunter Flickenreparaturen und Nietenrisse.
Die acht Platten werde als „Plate A bis H“ bezeichnet. Plate A, der einzige anthropomorphe menschenköpfige Vogel im Wulfing Cache, misst 30 cm (12 in) mal 13,5 cm (5,3 in) und wiegt 84 g (3 oz).
Es wird heute angenommen, dass viele ähnliche Platten, die in anderen Bundesstaaten gefunden wurden, aus derselben Werkstatt, wenn nicht sogar von demselben Künstler stammen wie der Wulfing-Cache. Die Fundorte dieser anderen Platten erstrecken sich von Zentralflorida über Nord-Illinois bis nach Oklahoma und umfassen die Upper Bluff Lake Falcon Plate, die Toul Creek Plate, die Reed Mound Plate, die Edwards Plate, und die Wilcox Plate, außerdem zeigen sie stilistische Verbindungen zu Platten die in Grabstätten in Etowah und Spiro gefunden worden waren.

### Spiro Plates

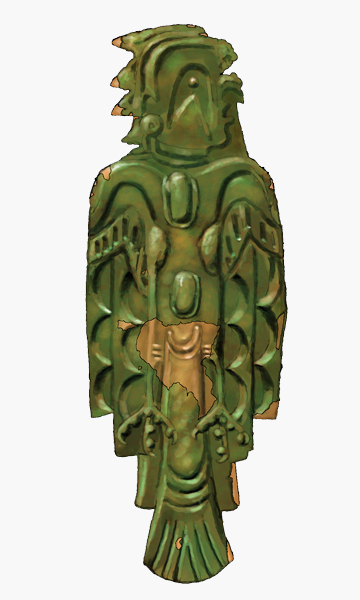
Anthropomorphe Vogelplatte mit menschlichem Kopf von Spiro.

Spiro Mounds ist eine archäologische Stätte der Caddoan-Mississippian-Kultur im heutigen Le Flore County, Oklahoma. In den 1930er Jahren wurde der einzige Grabhügel an der Stätte, der Craig Mound, von Einheimischen geplündert, die Dynamit einsetzten, um sich Zugang zum Inneren des Hügels zu verschaffen. Im Inneren des 10 ft (3 m) hohen und 15 ft (4,6 m) breiten Hohlraums entdeckten die Plünderer nahezu perfekt erhaltene zerbrechliche Artefakte aus Holz, Muschelschalen, Stoffen aus pflanzlichen und tierischen Fasern, Borten, Fell, Federn und Kupfer. Die Great Mortuary (Große Leichenhalle), wie der Innenraum inzwischen von Archäologen genannt wird, war eine Grabstätte für die Herrscher von Spiro. Der heilige Bereich wurde als Kreis heiliger Zedernpfähle (Ulmus crassifolia) angelegt, die in den Boden eingelassen und an der Spitze wie ein Tipi abgewinkelt waren. Die kegelförmige Kammer wurde zur Bildung des Hügels mit Erdschichten bedeckt und stürzte nie ein. Mineralien, die durch den Hügel sickerten, verhärteten die Holzwände der Kammer, machten sie resistent gegen Fäulnis und schützten die vergänglichen Artefakte im Inneren vor direktem Kontakt mit der Erde. Es wurde kein anderer Mississippi-Hügel mit einem solchen Hohlraum oder einer so großen und charakteristischen Sammlung erhaltener Artefakte gefunden. Unter den Grabbeigaben befanden sich zahlreiche Kupferstücke, darunter Ohrspulen, Celts (Äxte), kupferummantelte Holzmesser, und 265 repoussierte Platten. Eine der bekannteren dieser Kupfertafeln zeigt den Kopf eines Mannes, möglicherweise abgetrennt, im Profil, mit einem Forked Eye Motiv, einer Ohrspule und Haaren, die zu einem Hinterkopfhaarknoten gestylt sind, aus dem eine einzelne Feder herausragt. Die Platten messen 24 cm (9,4 in) mal 17,4 cm (6,9 in). Eine weitere Platte ist der „naturalistic hawk cutout“ (naturalistischer ausgeschnittener Falke) mit Vogelmotiv, der 11,5 in (29 cm) breit ist. Die Platte zeigt stilistische Ähnlichkeiten mit den Wulfing Plates. Zu den anderen gefundenen Repoussé-Kupferstücken gehören acht Exemplare von kupfernen „Federn“, die als Haarschmuck getragen wurden.
Viele der in Spiro gefundenen Platten sind im „Braden-Stil“ gehalten und werden von Archäologen als aus Cahokia importiert angesehen.

### Weitere Funde

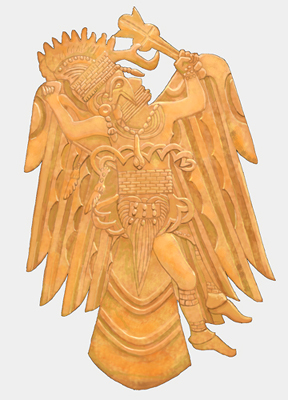
Rekonstruktion der in Mangum gefundenen Platte

Neben der Spiro-Stätte wurden bei Ausgrabungen an Caddoan-Mississippi-Stätten vier weitere Platten gefunden. Aus dem Reed Mound in Oklahoma stammt eine fragmentarische Platte im Malden-Stil, die vermutlich aus derselben Werkstatt wie das Wulfing-Set stammt. Drei weitere Teller wurden Anfang des 20. Jahrhunderts bei der Gahagan Mounds Site im Red River Parish, Louisiana, gefunden, zusammen mit zahlreichen anderen Kupferobjekten, darunter Kupfer-überzogene Ohrspulen und ein passender Satz großer kupferner Göttermasken mit langer Nase. Bei den Platten handelte es sich um große rechteckige Tafeln mit geprägten konzentrischen Kreisen oder Quadraten, di vergleichbar sind mit den Mount Royal Plates aus Florida. In Gahagan wurde auch ein passendes Paar großer menschlicher Hände aus dünnem Kupferblech gefunden.
Zwei Platten wurden in einer Stätte der Plaquemine-Kultur in Mississippi gefunden. Drei Fragmente einer repoussierten Platte mit Vogelmotiv wurden 1936 bei einer Bestattung auf dem Mangum Mound-Gelände im Claiborne County, Mississippi, von einem Bauern gefunden, dem das Gelände gehörte. Zusammengebaut war die Platte etwa 30 cm (12 in) breit und wog insgesamt 53 g (1.9 oz). Die Platte war an mehreren Stellen verstärkt und genietet, um Schwachstellen im Metall zu schützen. Eine zweite Platte wurde 1963 bei archäologischen Ausgrabungen an derselben Stelle gefunden. Die Mangum-Platten ähneln stilistisch den Rogan-Platten aus Etowah.

## Weitere Kupfergegenstände

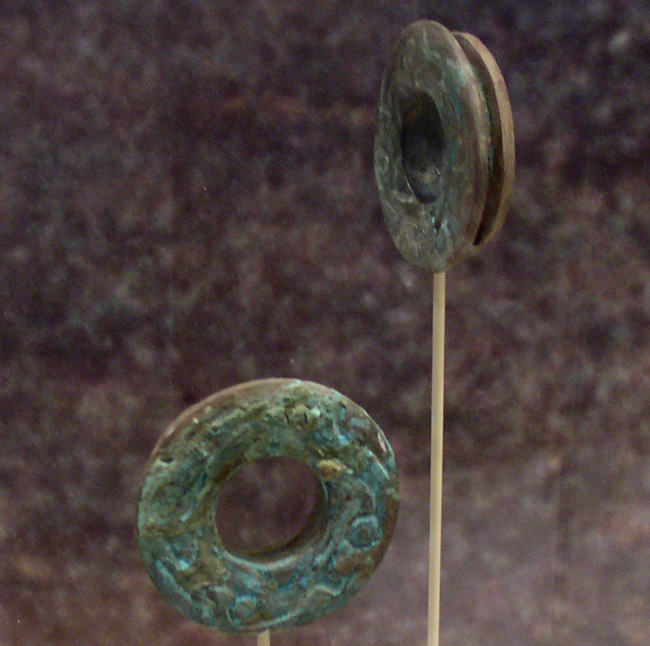
Copper earspools from Spiro

Neben den repoussierten Kupferplatten stellten die Menschen in Mississippi auch Kupferäxte, Messer, Ringkragen, Perlen und Angelhaken, sowie mit Kupfer überzogene Holzperlen und Ohrspulen her. Langnasige Göttermasken (Long-nosed god maskette), eine besondere Art von Ohrschmuck, wurden ebenfalls manchmal aus Kupfer hergestellt. Beispiele dafür wurden am Standort Gahagan Mounds in Louisiana und am Grant Mound in Florida gefunden, von denen jeweils zwei dieser Ohrstecker stammten. Im Great Mortuary-Hügel von Spiro wurden mehrere mit Kupfer überzogene Zedernholzmesser gefunden. Es wurden mehrere übereinstimmende Paare gefunden, die jedoch leicht unterschiedliche Längen aufwiesen und eine Länge von bis zu 17 in (43 cm) erreichten. Bei einem Satz waren Weeping eye-Motive in die Kupferummantelung eingearbeitet. An der Moundville Archaeological Site in Alabama wurde eine Vielzahl von Kupfergegenständen und mit Kupfer überzogenen Gegenständen gefunden, obwohl dort keine Kupferplatten gefunden wurden. Moundville-Kupferartefakte bestehen im Allgemeinen aus mit Kupfer überzogenen Ohrspulen und tropfenförmigen Anhängern, von denen angenommen wird, dass sie Trophäenskalps darstellen. Ein einzigartiges Kupferstück wurde auf dem Emmons Cemetery in Fulton County, Illinois, entdeckt. Es handelt sich um ein 11,9 cm (4,7 in) mal 9,9 cm (3,9 in) mal 5,5 cm (2,2 in) großes, mit Kupfer überzogenes Holzobjekt in der Form eines menschlichen Gesichts mit einer zinnenartigen, kronenartigen Verzierung auf der Stirn. Es ähnelt dem kleinen menschlichen Gesicht, das Teil des Kopfschmucks von Malden-Tafel A ist (einschließlich der charakteristischen zinnenartigen Struktur), und Archäologen gehen davon aus, dass es tatsächlich Teil eines echten Kopfschmucks war.

## Galerie

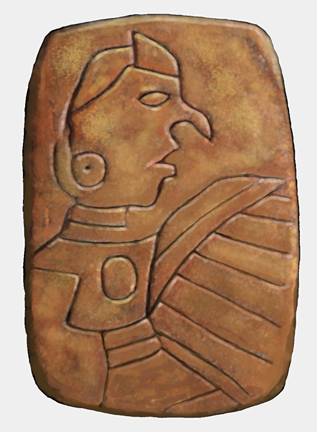
Birdman-Sandsteintafel, die 1971 im Monks Mound ausgegraben wurde
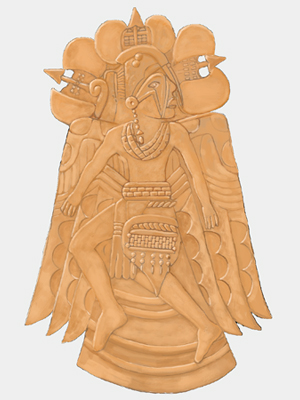
Etowah Dancing Warrior Plate, entdeckt von Warren K. Moorehead
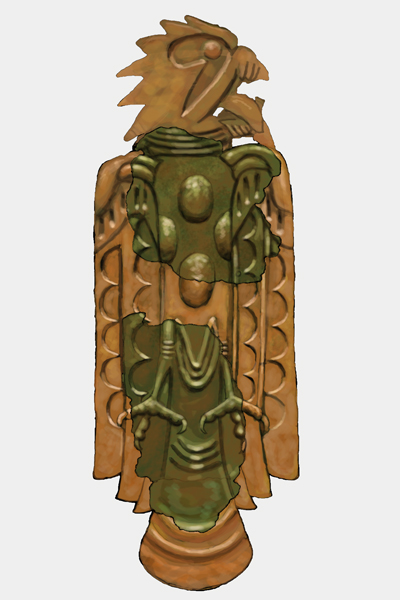
Reed Mound Plate, Oklahoma
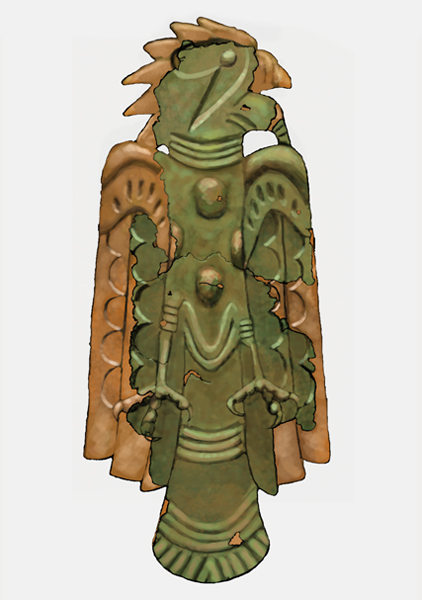
Upper Bluff Lake Falcon Plate, Südliches Illinois
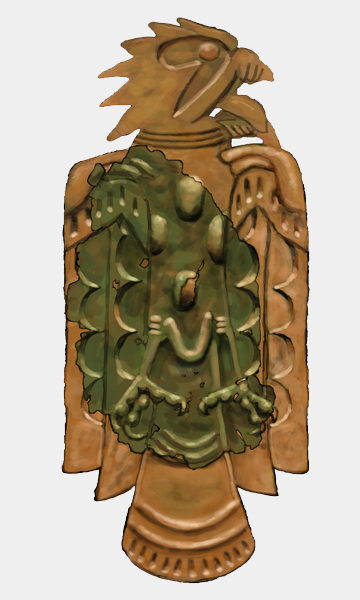
Wilcox Plate, West-Florida
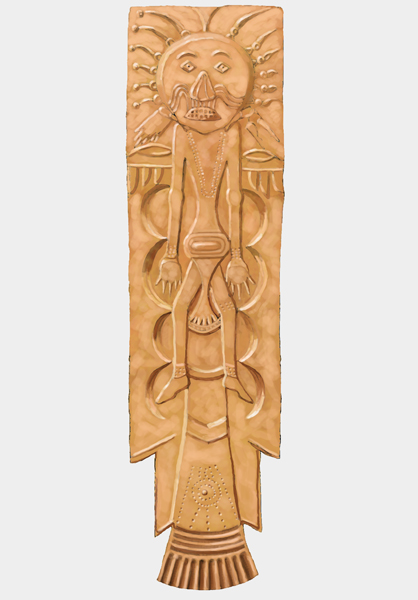
Elder Birdman Plate, Lake Jackson
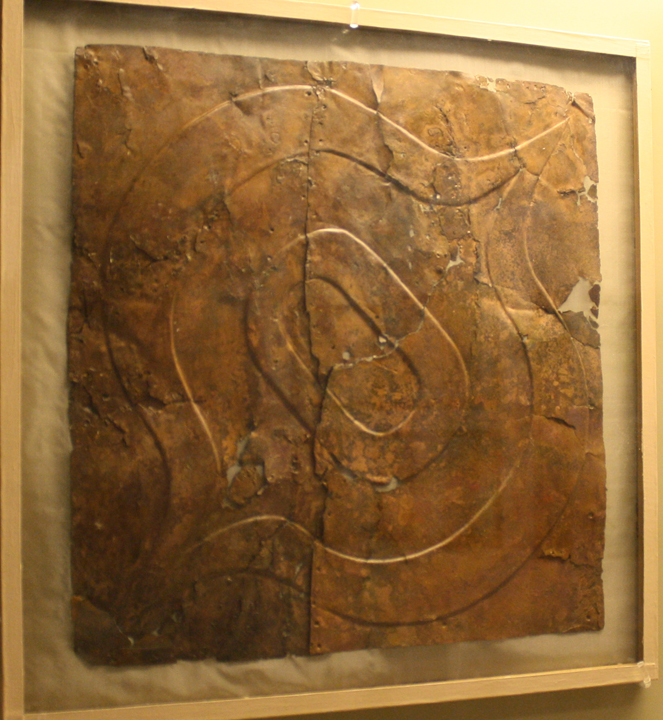
Ogee Motif Plate, Etowah
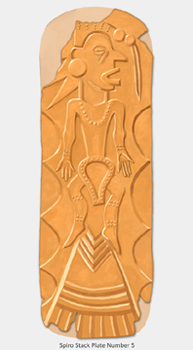
Stack Style Plate 5, Spiro
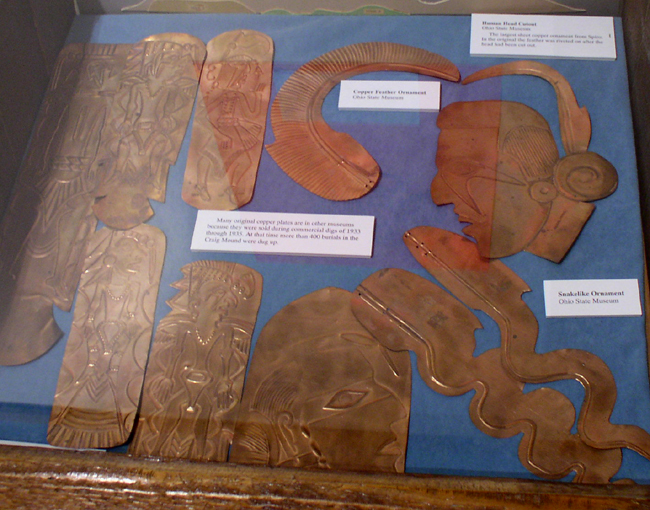
Repliken von Kupferplatten und Federn in Spiro, ausgestellt im Museum vor Ort
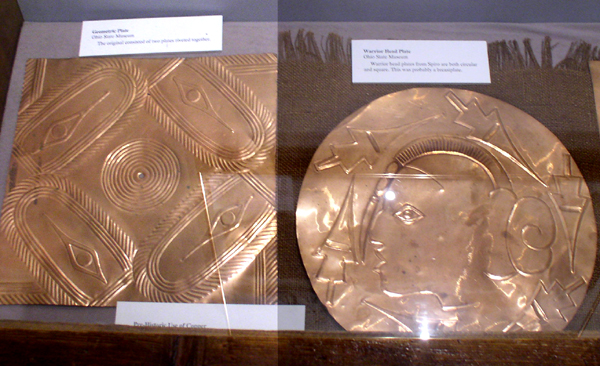
Repliken von Kupferplatten, Spiro
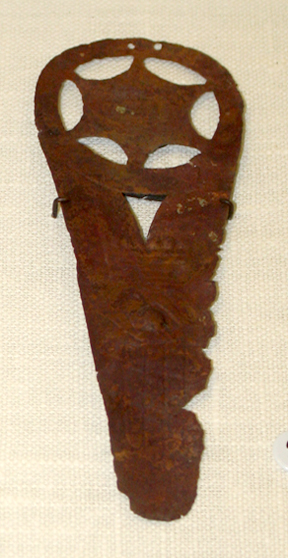
Kupferanhänger, Moundville
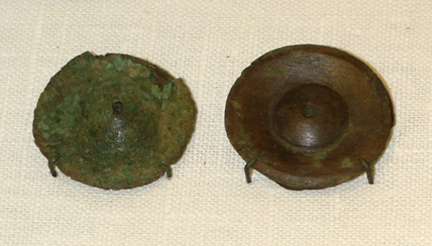
Kupferne Ohr-Spulen, Moundville
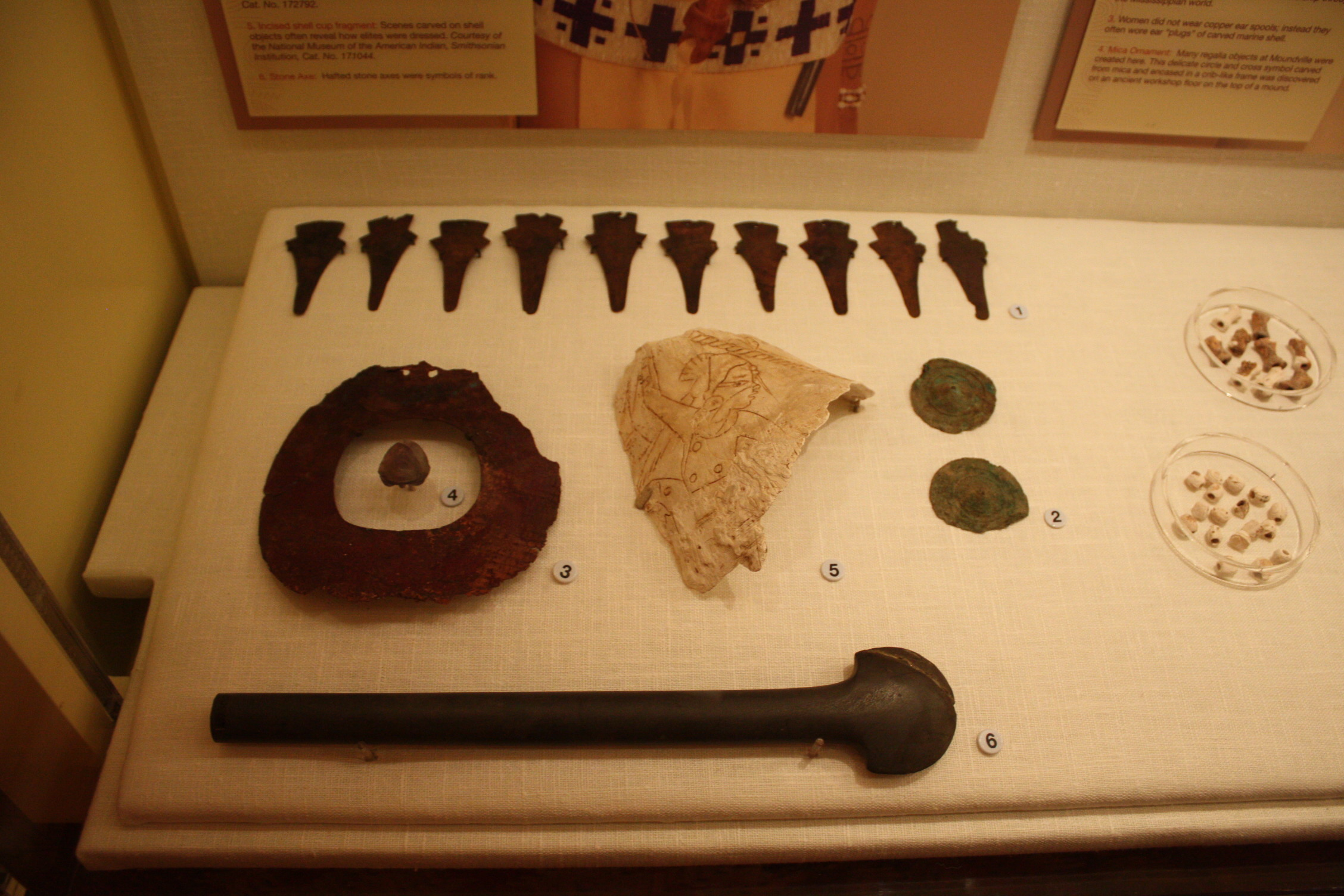
Kupfer-Kopfschmuck in Form von Streitkolben, Moundville
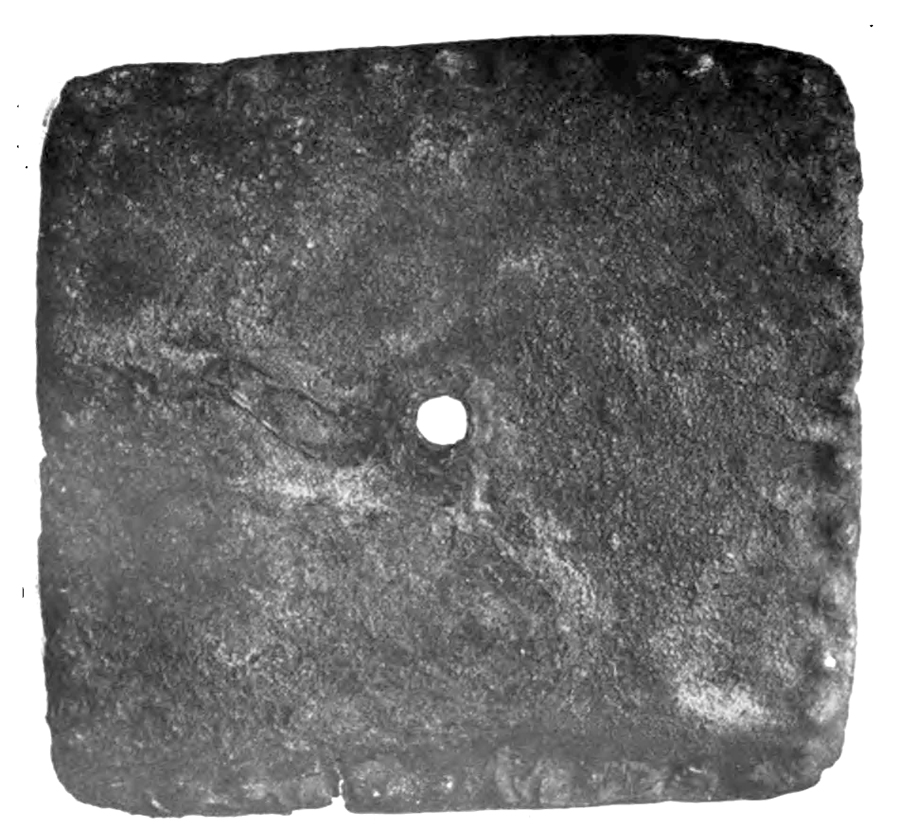
Abstraktes Kupferornament, Bussell Island, Tennessee